# Echte koekoeksbloem
De echte koekoeksbloem (Silene flos-cuculi, voorheen Lychnis flos-cuculi) is een vaste plant uit de anjerfamilie (Caryophyllaceae). De soort is in België en Nederland vrij algemeen. De plant bevat saponine, een zeepachtige, giftige stof.
De Nederlandse naam koekoeksbloem is evenals de botanische naam, het Duitse 'Kuckuckslichtnelke' en het Franse 'Lychnis fleur-de-coucou', afgeleid van het spuug, dat vroeger koekoeksspuug werd genoemd en soms op de stengels van de plant kan worden gevonden.

## Kenmerken
De plant wordt tot 90 cm hoog. De ruwbehaarde stengel draagt smalle, lancetvormige bladeren. De meestal paarse, een enkele maal witte bloem heeft vijf kroonbladen, die elk onregelmatig vierspletig zijn. De bloeiperiode loopt van mei tot augustus en wordt weinig beïnvloed door klimaatschommelingen. De plant heeft slechts weinig stengelbladen, waardoor de bloemen meer opvallen.

## Ecologische aspecten
Het schuim, dat vroeger voor koekoeksspuug werd aangezien, is afkomstig van de schuimcicade. De plant is waardplant voor Coleophora albella, Eupithecia satyrata, Hadena confusa en Hadena rivularis en geldt als belangrijkste nectarplant voor de eerste generatie van de zilveren maan (Boloria selene).

## Voorkomen
De plant komt in heel Europa voor, van Noorwegen tot in de Kaukasus. Haar standplaats bestaat uit natte graslanden, veengebieden en vochtige bossen. Hoewel het in België en Nederland een van nature voorkomende plant is en ze plaatselijk vaak in flinke groepen kan bloeien, houdt ze zich in tuinen vaak moeilijk in stand.

## Plantengemeenschap
De echte koekoeksbloem is een kensoort voor het gewone en spindotterbloem-verbond (Calthion palustris), een verbond van plantengemeenschappen van bloemrijke, drassige graslanden op mineraalrijke bodems.
Ook is ze een indicatorsoort voor het dotterbloemgrasland, een karteringseenheid in de Biologische Waarderingskaart (BWK) van Vlaanderen en het Brussels Hoofdstedelijk Gewest met als code 'hc'.

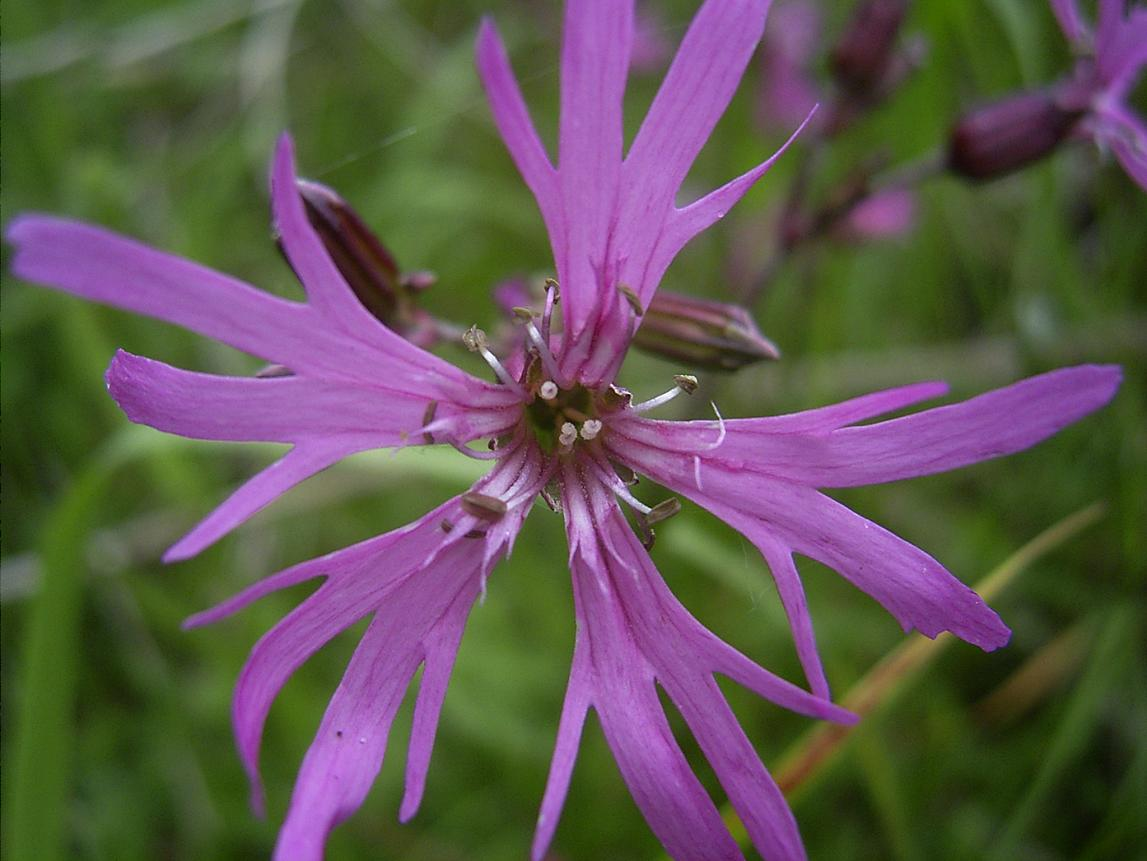
Bloem
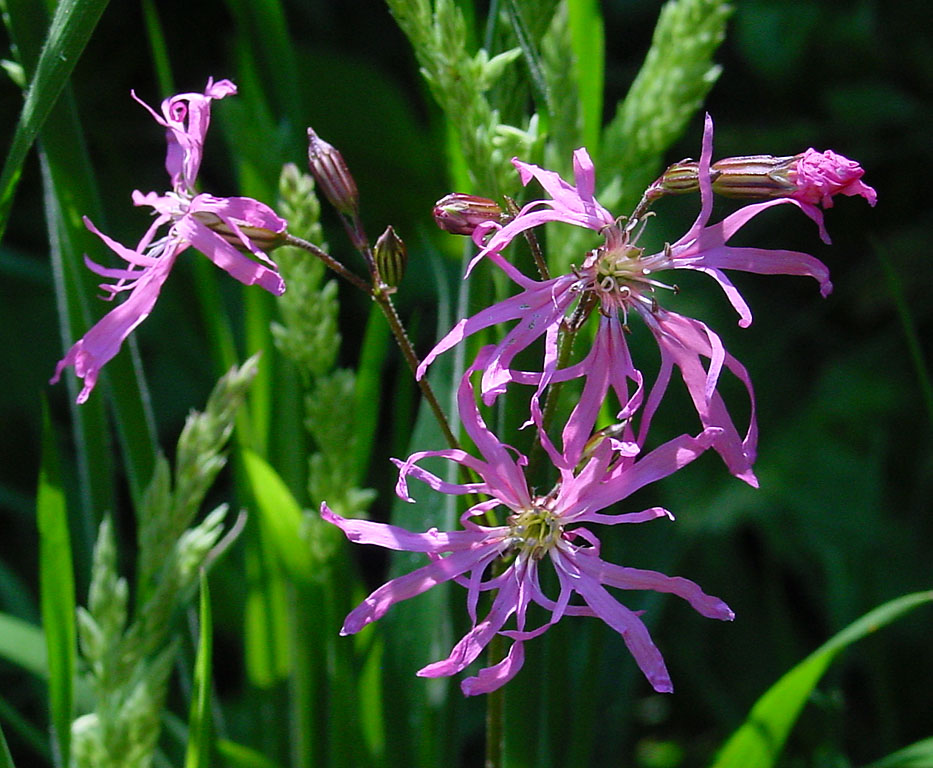
Bloemen